# Киттикачон, Таном
Фельдмаршал Таном Киттикачон (тайск. ถนอม กิตติขจร; 11 августа 1911, провинция Так, королевство Сиам —16 июня 2004, Бангкок, Таиланд) — тайский военный и государственный деятель, премьер-министр Таиланда (1958, 1963—1973).

## Биография
Окончил муниципальную школу, затем кадетский корпус, после чего служил в пехотном полку в Чиангмае. Позже окончил Национальный военный колледж. Проходил службу в Бирме во время Второй мировой войны, в 1947 году в звании подполковника участвовал в военном переворотое, организованном полковником Саритом Танаратом. Вскоре после переворота Таном был произведен в полковники, командовал 11-й пехотной дивизией. В 1951 году был назначен членом парламента и в том же году произведён в генерал-майоры.
В феврале 1953 года отличился в подавлении восстания против диктаторского режима Пибунсонграма, и получил звание генерал-лейтенанта. Представлял Таиланд на церемонии по случаю окончания Корейской войны в июле 1953 года. В 1957 году поддержал Сарита Танарата в организации переворота против Пибунсонграма, после чего был назначен министром обороны в кабинете Пота Сарасина. После отставки П.Сарасина Таном получил звание четырёхзвёздного генерала и 1 января 1958 года занял должности премьер-министра, министра обороны и командующего армией. Через 9 месяцев Сарит Танарат сконцентрировал власть в своих руках, назначив Танома заместителем премьер-министра, заместителем министра обороны и заместителем командующего армией. В этих должностях Таном пребывал до смерти С.Танарата в 1963 году. На следующий день после смерти С.Танарата, 9 декабря 1963 году, Таном вернул себе должность премьер-министра и командующего армией. Через год, Таному были присвоены одновременно звания фельдмаршала, адмирала флота, и маршала Королевских ВВС Таиланда. В сфере внешней политики Таном продолжал проамериканский и антикоммунистической курс своего предшественника, что позволило Таиланду получить от США значительную экономическую и финансовую помощь во время войны во Вьетнаме. Режим Танома ознаменовался массовой коррупцией. В октябре 1968 года основал и возглавил Объединённую народную партию Таиланда.
После парламентских выборов 1969 года вновь занял пост премьер-министра. Затем, в ноябре 1971 года, он устроил переворот против своего собственного правительства, ссылаясь на необходимость подавления «коммунистического проникновения». Распустил парламент и назначил себя Председателем Национального исполнительного совета, который действовал в качестве временного правительства в течение года. В декабре 1972 года он вновь назначил себя премьер-министром и одновременно — министром обороны и иностранных дел. Таном Киттикачон, его сын, полковник Наронг, и тесть Наронга, министр внутренних дел генерал Прапат Чарусатьен получили среди населения прозвище «Три тирана».
Общественное недовольство правящим режимом росло, в стране начались студенческие волнения под лозунгом требований возвращения к конституционному правлению и проведению парламентских выборов, так называемое «восстание 14 октября 1973», которое привело к падению режима Танома и бегству фельдмаршала в США.

## Бойня в университете Таммасат
В октябре 1976 года он вернулся в Таиланд в монашеской одежде, планируя провести остаток жизни в одном из монастырей Бангкока. Его возвращение вызвало студенческие протесты, которые разгорелись на территории кампуса университета Таммасат в Бангкоке. 6 октября 1976 года в кампус ворвались представители ультраправых тайских организаций, вместе с правительственными силами безопасности и жестоко подавили протесты, что сопровождалось многочисленными жертвами. В тот же вечер военные осуществили переворот, отстранив от власти избранное демократическим путём правительство Сени Прамота.
После бойни в университете он оставил монашество, но никогда больше не занимался политикой. В 1999 году премьер-министр Чуан Ликпхай предложил назначить Танома почётным членом королевской гвардии, но это вызвало резкую критику общественности, и тот отказался от назначения.
Кремация тела Танома была проведена 25 февраля 2007 года, на церемонии кремации от имени королевской семьи присутствовали королева Сирикит и её младшая дочь, принцесса Чулабхорн.